# Morning Has Broken
Morning Has Broken är en psalm på engelska av Eleanor Farjeon från 1931 till den skotskt gaeliska melodin "Bunessan". Den fick stor spridning genom Cat Stevens, som spelade in en version av sången till albumet Teaser and the Firecat. Hans inspelning låg på sjätte plats på den amerikanska singellistan 1972.

## Texter på svenska
- "Likt denna morgon, den första dagen" (Hawkey Franzén), 1971.[2]
- "Tänk att få vakna tidigt en morgon" (Ingamay Hörnberg), 1973.[2]  Inspelad av Carola Häggkvist,  på CD-albumet Sov på min arm.[3]
- "Nu är det morgon, dimmorna lyfter" (Anders Frostenson), 1976.[2] Publicerad som nr 181 i den ekumeniska delen av den svenska psalmboken.
- "Tänk att få vakna tidigt en morgon" (Ingemay Hörnberg). Publicerad som nr 921 i Sång i Guds värld, Tillägg till Svensk psalmbok för den evangelisk-lutherska kyrkan i Finland 2015.[4]